# SN 1997T
SN 1997T – supernowa typu Ia odkryta 19 stycznia 1997 roku w galaktyce UGC 6896. W momencie odkrycia miała maksymalną jasność 17,50m.